# 사상의 자유
사상의 자유(思想-自由, 영어: freedom of thought)는 타인의 견해와는 관계없이, 하나의 사실이나 관점 또는 사상을 유지하거나 생각하기 위한, 개인의 자유를 말한다. 표현의 자유의 개념과는 구별되지만 밀접한 관련이 있다. 그리고 양심의 자유(良心-自由)는 외부로부터 속박을 받지 않고, 자신의 양심에 따라 행동하는 자유를 의미한다. 사람의 정신적 활동을 법률로 금지하거나 강제하지 않도록 하기 위해, 인간 기본권의 하나로 여러 나라 헌법에서 이를 보장하고 있다. 대한민국은 헌법 제19조에 규정하고 있다. ‘사상의 자유’와 ‘양심의 자유’는 서로 불가분의 관계에 있기 때문에 사상과 양심의 자유(思想-良心-自由)라고 묶어 부르기도 한다.

## 사상과 양심
인간의 모든 활동은 인간의 정신 활동으로부터 나오는 것이기 때문에, 인간 내면의 자유 중에서 사상과 양심의 자유가 없으면, 표현의 자유와 그 밖의 정신적 자유, 경제적 자유도 그 존립 기반을 잃는다. 인간 내면의 자유는 인류가 가지는 모든 자유의 기초이며, 다른 자유권보다 엄중하게 지켜지지 않으면 안 된다고 여겨진다.
1948년 제헌헌법 제정 때 신앙, 양심의 자유에 관한 규정(제12조)에 대해 "양심의 자유와 함께 사상의 자유를 구분해 명기해야 한다"는 조봉암, 서용길 의원의 제안(수정안)에 대해 사상을 구별해 넣으면 “김일성 만세, 스탈린 만세”식 반국가사상 및 행동이 판칠 것이라는 반대 토론 제기되었지만 그럼에도 불구하고 사상의 자유가 명시되었다.

## 정치적 의견
정치에 관한 여론을 간단하게 정치적 의견이라고 부르는 일이 있다. 정치적 의견은 민주주의의 정치과정에 있어서는 논쟁할 수 있는 대립적 의견이고 합리적 설득의 가능성을 가지고 있는 것 같은 관념이다. 즉 의논과 타협을 가능하게 하는 것이 아니면 합의에 도달할 수 없다. 따라서 신앙이나 신념과 같은 것은 폭력이 나오지 않으면 절대적인 권위에 의해서 귀착되지 않으면 안 되고 정치적 의견의 범위를 벗어나는 것이라고 말하지 않으면 안 되겠다. 이러한 뜻에서 소위 '컨센서스'(기본적 일치)와 여론 내지 정치적 의견이 구별된다. 전자는 사회의 근본에 있는 의심할 여지가 없는 것으로서 후자의 컨센서스의 위에 형성되어 얻을 수 있다.

## 같이 보기
- 신체의 자유
- 양심의 자유
- 언론의 자유
- 종교의 자유
- 집회와 결사의 자유
- 표현의 자유
- 차별금지법